# Římskokatolická farnost Chřešťovice
Římskokatolická farnost Chřešťovice (latinsky Krzeschtovicium) je územní společenství římských katolíků v Chřešťovicích a okolí. Organizačně spadá do vikariátu Písek, který je jedním z deseti vikariátů českobudějovické diecéze.

## Historie farnosti
Samostatná farnost vznikla roku 1598, matriky jsou vedeny od roku 1690.

## Kostely a kaple na území farnosti
| Kostel (kaple)                     | Místo         | Bohoslužby  | Bohoslužby  | Poznámka        |
| ---------------------------------- | ------------- | ----------- | ----------- | --------------- |
| kostel sv. Jana Křtitele na poušti | Chřešťovice   | neslouží se | neslouží se | farní kostel    |
| kostel Navštívení Panny Marie      | Kluky         | sobota      | 18.00       | filiální kostel |
| kaple                              | Březí         |             |             |                 |
| kaple                              | Březí – Mlaka |             |             |                 |
| kaple                              | Dobešice      |             |             |                 |
| kaple na faře                      | Chřešťovice   | neděle      | 8.00        |                 |
| kaple na faře                      | Chřešťovice   | čtvrtek     | 18.00       |                 |
| kaple Narození Panny Marie         | Chřešťovice   |             |             |                 |
| kaple sv. Barbory                  | Chřešťovice   |             |             | zámecká kaple   |
| kaple sv. Anny                     | Chřešťovice   |             |             |                 |
| kaple                              | Jehnědno      |             |             |                 |
| kaple                              | Kluky         |             |             |                 |
| kaple                              | Olešná        |             |             |                 |
| kaple                              | Temešvár      |             |             |                 |

## Administrátoři ve farnosti
- 2013–2017 Karel Maria Vrba (administrátor excurrendo)
- od 2017 P. Ing. Mgr. Vítězslav Holý (administrátor excurrendo)